# Portland (Victoria)
Portland is een stad in de Australische deelstaat Victoria. De stad telt ruim 9.000 inwoners (in 2011) en ligt 360 kilometer ten westen van de hoofdstad van Victoria, Melbourne. De stad is gesticht in 1834. De stad werd vernoemd door de Britse zeevaarder James Grant. Hij schreef: Ik heb de baai Portland Bay genoemd, ter ere van Zijn Genade aan de hertog van Portland. Portland is de eerste Europese stad gesticht in Australië.